# اگیوس
اگیوس (به لاتین: Agios Nikolaos, Famagusta) یک منطقهٔ مسکونی در قبرس است که در ناحیه فاماگوستا واقع شده‌است.